# Zandes (Ásia)
Os zandes foram uma tribo de Luros, da província de Lorestão, no Irã, mais conhecida por seu membro Carim Cã, que veio a reinar no sul da Pérsia, por Ismail III, em 1750. Depois de sua morte, em 1779, aconteceram sucessivos conflitos internos resultando em um enfraquecimento da dinastia, terminando com a derrota do sobrinho de Carim Cã pelas leis regionais.

## Relações externas
- Tribos Curdas